# Faculdade de Direito da Universidade Católica de Petrópolis
A Faculdade de Direito da Universidade Católica de Petrópolis é uma unidade de ensino, pesquisa e extensão do Centro de Ciências Jurídicas (CCJ) da Universidade Católica de Petrópolis (UCP). É o mais antigo centro de ensino jurídico da cidade e um dos mais antigos do estado do Rio de Janeiro, além de ser uma das únicas faculdades de Direito da região a receber a recomendação da Ordem dos Advogados do Brasil (OAB), que alcança apenas cerca de 10% dos cursos de Direito no Brasil. Além do bacharelado em Direito, em dois turnos, a instituição oferta pós-graduação lato (especialização) e stricto sensu (mestrado e doutorado). Está situada no centro histórico do município de Petrópolis, no campus Benjamin Constant (BC), sede da Universidade.

## História
Fundada em 1953, teve sua primeira turma de ingressantes em 1954, inicialmente com o nome de Faculdade Católica de Direito de Petrópolis. O curso de Direito foi o primeiro curso da universidade, integrando a sociedade civil denominada Faculdades Católicas Petropolitanas, que, posteriormente, no ano de 1961, vinha a se tornar a universidade católica. A Instituição é considerada uma das mais tradicionais faculdades de ensino jurídico do Brasil, atuando no desenvolvimento do ensino e pesquisa jurídica brasileira.

## Ex-alunos notórios
- Carlos Velloso - jurista e ex-ministro do Supremo Tribunal Federal (STF)[7]
- Aloysio Corrêa da Veiga - presidente do Tribunal Superior do Trabalho (TST)[8]
- Miguel Pachá - desembargador e ex-presidente do Tribunal de Justiça do Estado do Rio de Janeiro (TJ-RJ)[9]
- José Luiz Clerot - ex-ministro civil do Superior Tribunal Militar (STM)
- Paulo de Freitas Barata - desembargador do Tribunal Regional Federal da 2ª Região (TRF-2) e primeiro diretor geral do Centro Cultural da Justiça Federal
- Antônio Izaías da Costa Abreu - escritor, jurista, desembargador do Tribunal de Justiça do Estado do Rio de Janeiro (TJ-RJ) e historiador membro do Instituto Histórico e Geográfico Brasileiro (IHGB)
- Hercules Fajoses - ex-chefe da assessoria jurídica da Vice-Presidência da República e desembargador do Tribunal Regional Federal da 1ª Região (TRF-1)
- André Kozlowski - ex-diretor da Associação dos Juízes Federais do Brasil (AJUFE) e desembargador do Tribunal Regional Federal da 2ª Região (TRF-2)
- André Veras Guimarães - embaixador do Brasil no Irã e ex-direitor do Departamento de Imigração e Cooperação Jurídica do Ministério das Relações Exteriores (MRE)[10][11]
- Simone Cosac Naify - artista plástica, empresária e filantropa, ex-sócia da editora Cosac Naify e CEO da Simone Cosac Profumi.
- Marcelo Bretas - jurista e ex-juiz federal
- Bernardo Rossi - ex-secretário de habitação do Rio de Janeiro e ex-prefeito de Petrópolis
- Cristiane Brasil - ex-deputada federal do Brasil

## Projetos, serviços e divisões institucionais

### Núcleo de Práticas Jurídicas (NPJ)
O Núcleo de Prática Jurídica (NPJ) da faculdade, anteriormente denominado Centro de Pesquisa Jurídica e Prática Forense (CPJPF), funciona desde o ano de 1969 e tem como intuito promover a assistência judicial gratuita à população de baixa renda e a formação prática dos estudantes, por meio da atuação em casos concretos. Dentre algumas iniciativas do departamento, está o acordo com o Ministério Público Federal (MPF) para a assistência jurídica de pessoas hipossuficientes em Acordos de Não Persecução Penal (ANPP) e a parceria com a Câmara municipal de Petrópolis para a realização de sessões itinerantes em comunidades do município.

### Diretório Acadêmico Rui Barbosa (DARB)
Atualmente, na Faculdade, funciona o Diretório Acadêmico Rui Barbosa (DARB), associação sem fins lucrativos que tem por finalidade a representação dos discentes do curso perante a Universidade e as organizações de representação estudantil. Ele funciona no campus BC, onde se localizam também a Atlética e o Diretório Central dos Estudantes (DCE).

### Atlética Imperial de Direito (AID)
Na Faculdade, existe ainda uma associação atlética acadêmica multiesportiva, nomeada como Atlética Imperial de Direito (AID). Hoje, é a maior agremiação poliesportiva universitária de Direito da região. Participa de eventos universitários como os Jogos Jurídicos e a Supercopa, promovendo o esporte e a integração dos alunos do curso.